# Pucará (Lampa)
La localidad de Pucará está situada a 61 km al norte de Juliaca, al borde de la carretera que conduce al Cuzco, a 3910 m s. n. m., en el sur del Perú (departamento de Puno, provincia de Lampa).

## Historia

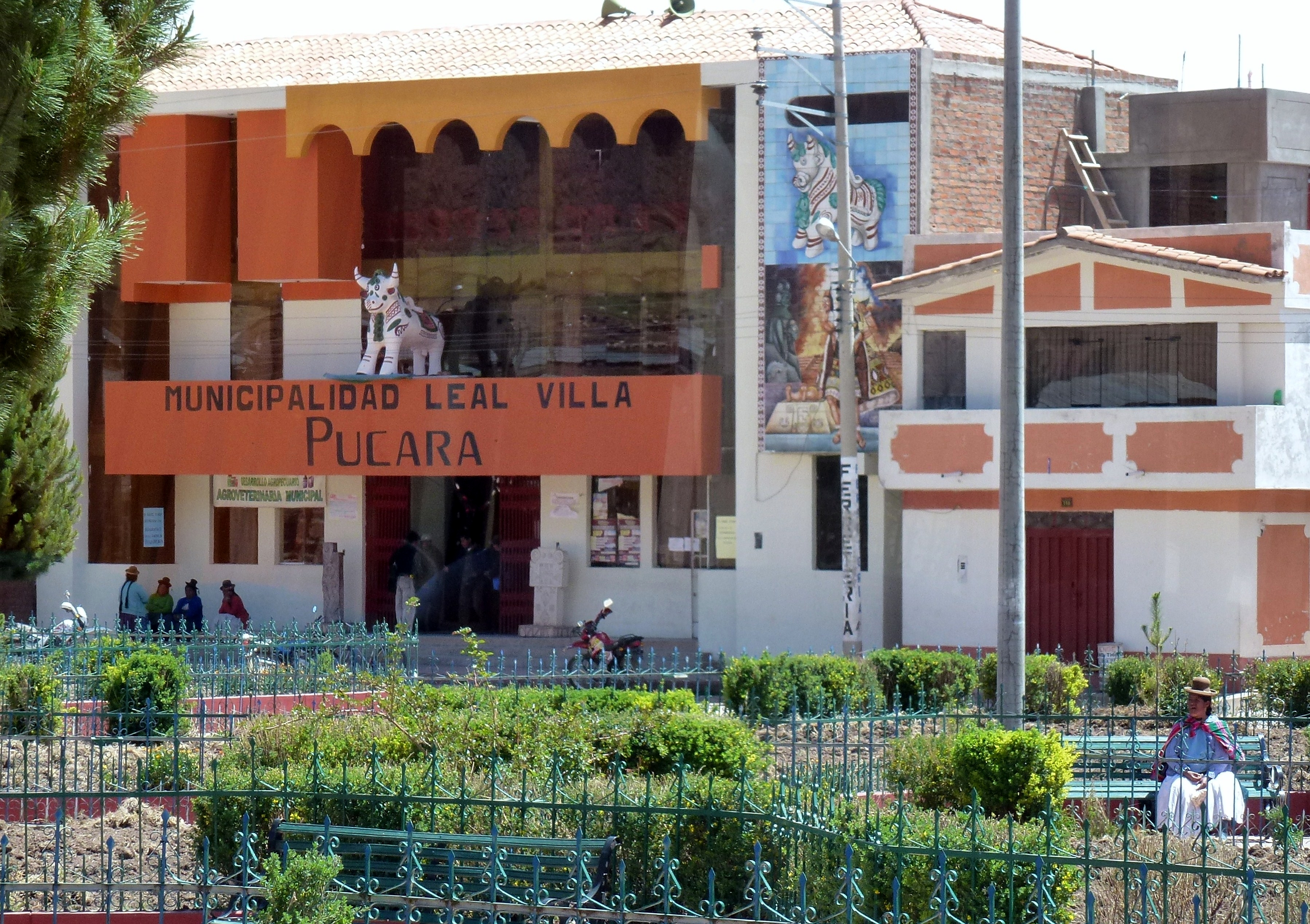
Municipilidad Leal villa Pucará.

La historia de la cultura pucará se remonta a 1400 a. C., teniendo como principales antecedentes a las culturas Qaluyo al norte y Chiripa al sur del Titicaca. Esta cultura se caracterizó por sus grandes construcciones a manera de pirámides que integraron una gran ciudad prehispánica donde se encuentran monumentos esculturales, estelas. En esta época también se destacó la alfarería.
A inicio de la época republicana, el pueblo de Pucará fue escenario de la recordada arenga pronunciada por José Domingo Choquehuanca, al Libertador Simón Bolívar, en su pasaje del Cusco a Puno, el 2 de agosto de 1825. Canto épico que ha quedado en la historia como la "oración de Pucará".

## Véase también

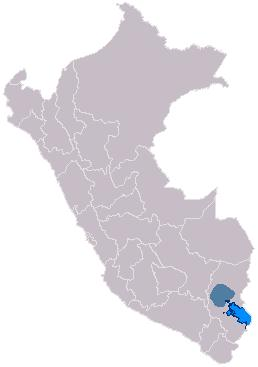
Localización de la Cultura Pucará en el sur del Perú.

## Lugares de interés
- Museo Lítico de Pukara.
- Museo de Cerámica de Pucará.
- Plaza del Torito.
- Zona arqueológica de Pukara.
- Templo de Santa Isabel.[3]